# La stella della Taverna Nera
La stella della Taverna Nera (Her Man) è un film del 1930 diretto da Tay Garnett.

## Produzione
Il film fu prodotto da E.B. Derr per la Pathé Exchange.

## Distribuzione
Distribuito dalla Pathé Exchange, il film uscì nelle sale cinematografiche statunitensi il 21 settembre 1930. In Italia venne distribuito dalla P.D.C. nel 1931.